# Martyrs
Martyrs är en fransk skräckfilm från 2008 som regisserades av Pascal Laugier.

## Handling
En flicka lyckas fly från en ödslig byggnad där hon har hållits fången och torterats under en lång tid. Flera år senare massakreras en familj i sitt hus av samma nu äldre tjej. Hon säger att det var föräldrarna i familjen som plågade henne. Men vad hade de för motiv och vad är det för väsen som jagar henne?

## Om filmen
Martyrs har av kritiker sagts vara väldigt våldsam och i samma stil med de amerikanska Hostel-filmerna.[källa behövs] Den väckte uppmärksamhet i många länder och har vunnit priser på festivaler.